# Mensa
Pour les articles homonymes, voir Mensa (homonymie).
Mensa (prononcée /ˈmɛn.sa/) est une organisation internationale dont le seul critère d'admissibilité est d'obtenir des résultats, supérieurs à ceux de 98 % de la population, à des tests d'intelligence (homologués par Mensa International, le plus souvent, un test de QI). Elle fait donc partie de la catégorie des sociétés à QI élevé.
Mensa a été fondée à Oxford en 1946, ce qui en fait la doyenne des associations pour personnes à QI élevé. Créée dans un but pacifiste au lendemain de la Seconde Guerre mondiale, elle vise à contribuer à l'épanouissement de l'intelligence humaine pour le bien de la société. Avec plus de 140 000 membres dans le monde et près de 4 000 en France, elle est très connue dans le monde anglo-saxon. Un membre de Mensa est appelé « Mensan », ou encore « M's. »

## Buts et principes
Les trois buts de Mensa sont :
1. Détecter et promouvoir l'intelligence humaine dans l'intérêt de l'humanité,
2. Encourager la recherche sur la nature, les caractéristiques et les usages de l'intelligence, et
3. Fournir un environnement intellectuel et social stimulant à ses membres.

Mensa sélectionne ses membres sur la base de leur quotient intellectuel, retenant les 2 % de la population au score le plus élevé,. Il n'y a pas de cooptation ni de parrainage. L'origine de la personne ne compte pas. Les membres d’associations comme Mensa, ne correspondent pas à un profil type, mais se retrouvent à travers la quête d’un sentiment d’appartenance ou d'un désir de rencontrer des pairs lorsque le milieu familial ou professionnel ne s'y prête pas.
Mensa se veut neutre et à vocation humaniste. Elle se revendique libre de toute affiliation politique, philosophique ou religieuse, et interdit à chacun de ses membres, de présenter ses vues propres comme point de vue de l'association. Mensa dispose par ailleurs d'un médiateur pour régler les différends éventuels entre membres et groupes de membres.
Le mot Mensa (table en latin), qui est le nom de cette société, veut indiquer une organisation en table-ronde dans laquelle ethnie, couleur de peau, nationalité, âge, engagement politique, éducation ou encore origine sociale n'ont aucune importance.
Les membres de Mensa peuvent s'y rencontrer et discuter de n'importe quel sujet, éventuellement de façon plus formalisée au sein de Groupes d'Intérêt Spécifique (GIS) ; parmi ces sujets, la question de la douance, et notamment des enfants dits surdoués. L'organisation de Mensa est chapeautée par une association de droit anglais, Mensa International Ltd, et d'associations nationales comme Mensa France, Mensa Belgique ou Mensa in Deutschland.

## Historique

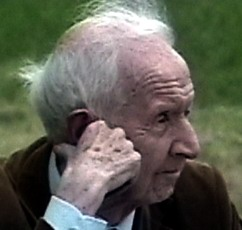
Lancelot Ware en mai 1999.

Mensa fut fondée à Oxford le 1er octobre 1946 par l'australien Roland Berrill (en) et le juriste Lancelot Ware. Se rencontrant dans un train, Berrill, quinquagénaire « rentier et quelque peu excentrique », raconte à Ware, à l'époque étudiant à Oxford et très intéressé par la mesure de l'intelligence, combien est restée en lui la frustration de ne pas avoir été accepté comme étudiant à l'Université d'Oxford. Ware décide alors de mesurer le quotient intellectuel de Berrill, qui est bouleversé d'apprendre qu'il fait partie du 1 % de meilleurs résultats aux tests. Ils décident de créer une société pour réunir les personnes intelligentes sans les distinctions venant de leurs couches sociales ou de leur appartenance religieuse. Si Mensa est créée au lendemain de la Seconde Guerre mondiale, l'une de ses ambitions est d'assurer la paix en mettant des esprits intelligents au service de la société. Ils souhaitent appeler l'organisation du nom latin Mens (esprit) mais le nom étant déjà utilisé par un magazine, ils choisissent Mensa. Ce mot signifie, en latin, table, celle autour de laquelle les personnes se réunissent pour parler. Berrill utilisa le nom Mensa pour l'association et Mensa Magazine pour le journal propre à la société. En outre, deux autres justifications sont données par Roland Berrill au sujet du nom de l'association : le mot Mensa est le premier que l'on apprend en latin et sa deuxième justification est axée sur le fait que le terme Mensa offre une connotation qui fait office d'analogie avec celles d'une « Société de table ronde » où personne n'a de préséance parce que les membres de Mensa sont admis sur le même critère. Le frère de Roland Berrill, Adrian (ou Adrien) rapporta que le proverbe latin « mens sana in corpore sano » a été une inspiration pour Roland.
Par ailleurs, Roland Berrill fut, à cette époque, très intéressé de mesurer l'intelligence grâce à la phrénologie. Mais, Lancelot Ware lui dit que les tests de quotient intellectuel seraient une méthode plus scientifique de mesure de l'intelligence. Il a découvert ces tests en tant que chercheur dans le domaine médical pendant la Seconde Guerre mondiale, et a été guidé et influencé par Sir Cyril Burt.
L'objectif est de promouvoir la paix et faire bénéficier l'humanité des bienfaits de l'intelligence en réunissant les personnes ayant une intelligence au-delà de la moyenne.

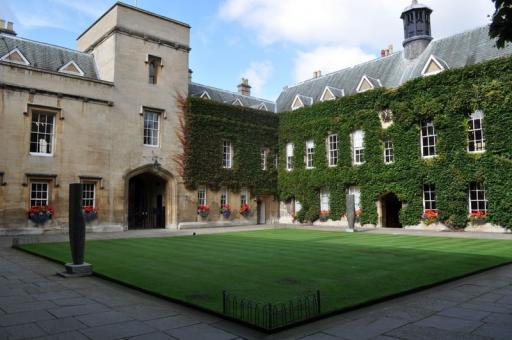
L'entrée du Lincoln College de l'université d'Oxford. C'est dans ce lieu que fut fondé Mensa.

C'est Roland Berrill qui apporte les fonds nécessaires à la fondation de Mensa. Le premier membre, en dehors du duo de fondateurs, est Elaine Ware, la sœur de Lancelot. Les premières années de l'association sont un peu « chaotiques », notamment à cause des idées parfois excentriques de Berrill. Ware et Berrill rêvent d'un « gouvernement des savants » : ils proposent leur aide au gouvernement britannique qui la refuse. Il semble que les deux fondateurs se soient brouillés par la suite, Roland Berrill restant très investi à Mensa jusqu'à sa mort en 1961, Lancelot Ware quittant l'association en 1950 pour y revenir en 1961 principalement parce qu'il était préoccupé par sa vie politique et son activité de juriste.
C'est Victor Serebriakoff, fils d'émigrés russes qui entre à Mensa en 1950 et qui en devient le secrétaire, qui introduit le critère des 2 % de meilleure réussite aux tests de quotient intellectuels et l'organisation de tests par l'association. C'est aussi de lui que vient l'idée d'une « absence de prise de position de Mensa dans tout ce qui concerne la politique, la religion, la philosophie. »
Victor Serebriakoff ayant rejoint la société à ses débuts, Mensa n'était alors qu'un petit groupe, car l'association avait été fondée à Oxford récemment, en 1946. Ainsi, elle ne comportait qu'un nombre réduit de membres. Trouvant cela dommage, Serebriakoff décida de lancer des publicités. Après cela, il fut surpris de voir énormément d'individus rejoindre l'association.
Mensa a aussi chapeauté un projet interne. En effet, selon la femme de Lancelot Ware, Francesca Ware-Quint, il aurait entièrement approuvé un projet « d'usine d'idées globale » annoncé et créé par Mensa International, qui a pour but de mettre en relation des inventeurs avec des investisseurs pour qu'ils réalisent leur projet de rêve. À l'issue de ce projet, elle a déclaré « qu'il [son époux] était fasciné par l'utilisation de l'esprit pour des but créatifs et inventifs ».
L'organisation prend véritablement son essor dans les années 1960, en particulier aux États-Unis. La branche française a été créée en 1965, la section tunisienne, une des plus récentes, est créée en avril 2015.
En 1967 (ou 1966), à l'occasion du 30e anniversaire de Mensa, une plaque commémorative fut placée à l'emplacement de l'ancienne loge de Lancelot Ware à Oxford.
Également, en 1982, il fut déclaré officiellement le Fons et Origo Mensae (fondateur officiel de Mensa).
À l'occasion du 75e anniversaire de cette association, le 1er octobre 2021, le service postal de l'île de Man, le créateur Ben Glazier et certains salariés de Mensa Grande Bretagne (ou UK) ont créé plusieurs timbres commémoratifs pour cette occasion.

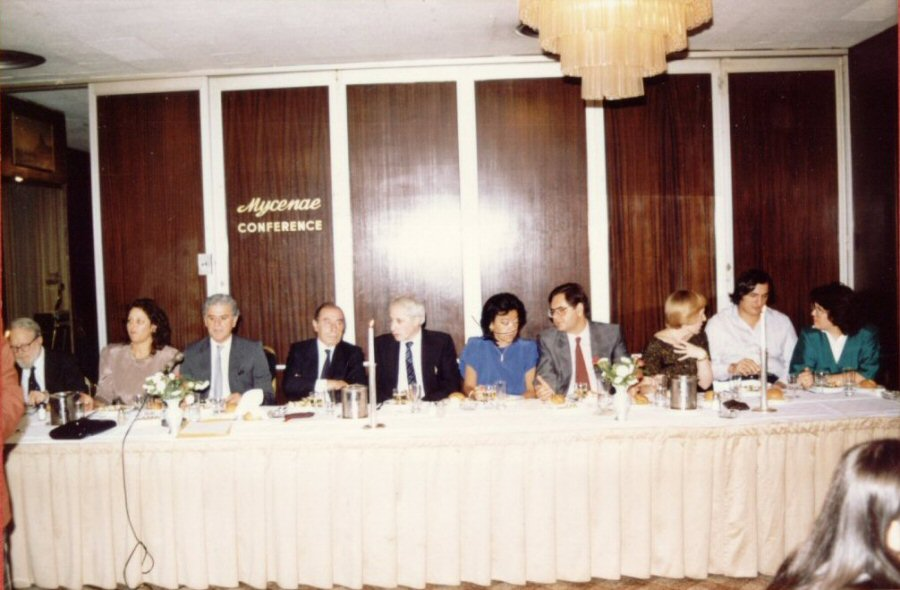
Groupe de membres de Mensa à Athènes. De gauche à droite : Victor Serebriakoff, Madame Anagnostatos et Monsieur Nikos Anagnostatos, qui était vice président de Mensa Grèce, Amy Shaughnessy, porte-parole du American Mensa, Theodoros Natsinas porte-parole de Mensa Grèce et Kiki Florou, secrétaire général de Mensa Grèce.

## Adhésion
Pour adhérer à une association Mensa nationale, deux solutions sont généralement possibles : 
- présenter un résultat dans les 2 % supérieurs à un test de QI (d'intelligence générale) étalonné pour le pays en question. En France un tel test doit être passé auprès d'un psychologue. La date et le nom du test avec les résultats globaux et le détail par sous-test doivent être communiqués, le rapport doit être signé[22] ; enfin, le test doit être validé par le psychologue de Mensa France ;
- s'inscrire à une session de test d'admission organisée par Mensa. Les modalités exactes diffèrent d'un pays à l'autre. En France, des tests sont organisés plus ou moins régulièrement dans chaque région, plusieurs fois par mois à Paris.

Le seuil de 2 % correspond plus ou moins à un score de 131 pour les tests de Wechsler (WISC et WAIS) et la plupart des autres tests (pour une distribution normale centrée en 100 et d'écart-type 15, 2% correspond à 130,8), 132 pour le test de Stanford-Binet ou 150 pour le test de Cattell.
Il existe un test préliminaire facultatif (le test est gratuit, mais l'obtention des résultats payant) de 40 questions sur le site internet de Mensa France ; son résultat est indicatif. Le test Mensa complet dure environ deux heures et comporte trois parties (logique numérique, logique verbale et logique abstraite). Chaque partie du test est limitée dans le temps. L'ensemble permet d'évaluer les formes d'intelligence distinctes et donc d'obtenir un résultat bien corrélé avec le QI global.

## Membres

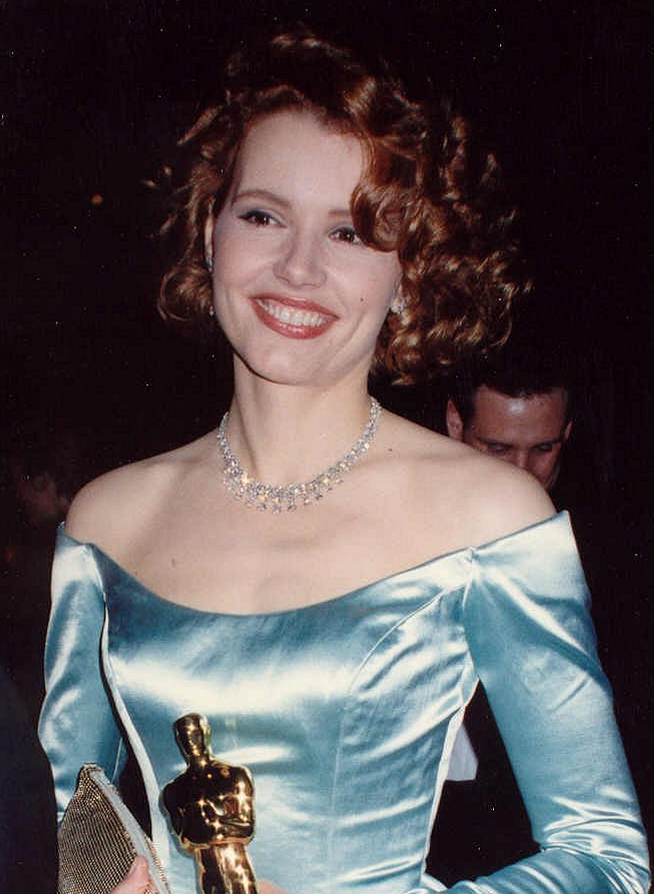
L'actrice Geena Davis, membre de Mensa.

### Effectifs
En juillet 2025, Mensa annonce compter environ 150 000 membres dans le monde. C'est en Irlande que l'on trouve l'une des plus fortes proportions de membres de Mensa par habitant dans le monde.
Mensa revendique, en 2010, 50 000 membres aux États-Unis. Ils étaient 30 000 au début des années 1980. Il y est très bien vu d'afficher qu'on est membre de cette association et courant de le mentionner sur son Curriculum vitæ. La section britannique compte plus de 22 000 membres, elle en comptait environ 4 000 au début des années 1980.
En France, Mensa compte en 2019 plus de 4 000 membres,. En France les effectifs sont moins élevés, les Français ayant moins l'habitude des clubs, plus caractéristiques du monde anglo-saxon. Il n'y avait que 600 membres dans les années 1970, nombre restant sensiblement le même dans les années 1980 et au milieu des années 1990, alors que plus de un million de personnes en France auraient le potentiel pour réussir les tests. Les mensans français affichent rarement leur appartenance à leur association, considérant que « l'intelligence est mal vue » en France, et se sentant « soupçonnés d'être élitistes. » Au contraire en Suisse, une candidate à la députation pour 2019 n'hésite pas à afficher son appartenance à l'association.
En Belgique, il y avait 300 membres en 2012.

### Profil
Toutes les personnes de QI>130 n'éprouvent pas le besoin d'adhérer à Mensa, ni même toutes celles considérées comme surdouées. Parmi celles qui réussissent les tests, certaines ne s'inscrivent pas à l'association, souhaitant uniquement évaluer ainsi leurs capacités intellectuelles.
Certains membres de Mensa sont des personnes intelligentes qui peuvent éprouver des difficultés dans la vie de tous les jours, se sentir isolées ou inadaptées (ayant l'impression d'être des « carrés dans des trous ronds »). D'autres sont des « caméléons » qui ont appris à masquer ou à adapter leur véritable personnalité en société, leur « vrai moi » (cf. Alice Miller[C'est-à-dire ?]). Pour le professeur Dominic Drillon et le Dr Georges Botet Pradeilles, s'agissant des membres de Mensa : « Leurs relations ne sont pas toujours aisées, même si certains ont de très nombreux amis. Ils se dépeignent comme entiers, exigeants vis-à-vis des autres, voire intransigeants. Ils soulignent presque tous leur hypersensibilité. Sur le plan professionnel « ça passe ou ça casse ». Certains ont eu quelques litiges avec leurs employeurs. Leur vie sentimentale peut être aussi assez « diversifiée », faite d’une succession de rencontres et de séparations. Parfois ils s’attachent à une personne qui leur ressemble. Leur enfance témoigne souvent des souffrances encore bien présentes. » Leur grande curiosité se traduit par des recherches dans des sujets très variés.
Selon le Washington Post, beaucoup d'entre eux, une fois membres de l'association, craignent que « les gens normaux » se moquent d'eux, le cliché d'une association peuplée de geeks restant très présent. En 1997, Mensa États-Unis se dote d'un kit à l'usage des mensans pour les communications avec la presse où l'association déplore que les médias, lorsqu'ils viennent à des rassemblements de l'association, s'intéressent avant tout à des détails et aux personnes les plus excentriques, donnant une vision déformée de l'association.
Si certains d'entre eux sont célèbres, comme l'actrice Geena Davis, le jeune acteur Nolan Gould ou l'écrivain Isaac Asimov, la plupart n'exercent pas forcément une profession très rémunératrice, il s'en trouve dans tous les métiers, certains sont chômeurs. Des membres arrivent à Mensa après un parcours scolaire difficile : ils ont pu se sentir rejetés par les autres à l'école, puis, s'ennuyant durant leur scolarité, se trouver en échec scolaire, voire en échec professionnel. Le fait d'être accepté à Mensa peut alors leur redonner confiance. Ce qu'ils trouvent à Mensa peut alors relever autant de l'intellectuel que de l'affectif.

## Activités
Les activités de Mensa incluent des réunions entre les membres, notamment avec des dîners ou des jeux, les mensans pouvant apprécier de discuter longuement de sujets les plus divers dans une certaine bienveillance. Les membres bénéficient de ces rencontres qui permettent à certains de rebâtir une identité fragilisée. Dans leur histoire personnelle c'est un certain sentiment de décalage avec les autres qui réapparait le plus fréquemment.
Les statuts de Mensa interdisent à ses membres, y compris élus, d'émettre une position au nom de l'association elle-même sur les plans politique, philosophique ou religieux. L'association souhaite demeurer totalement neutre dans ces domaines. On entend couramment que « les membres de Mensa ont une opinion, mais Mensa n'en a pas ». Mensa sert donc avant tout à faire rencontrer des gens qui, ensuite, peuvent mener des projets ensemble en dehors de la structure de Mensa et sans l'engager. Plusieurs associations se sont ainsi créées au sein de Mensa sans jamais lui avoir été liées.

### Publications
La majorité des Mensa nationales disposent d'un mensuel qui publie les articles des membres dans leur(s) langue(s) nationale(s) mais il existe également le Mensa International Journal, qui est uniquement en anglais. Le nom de la revue est quant à lui assez libre, par exemple en Belgique, elle se nomme le ComMensal. En France, elle s'est appelée Contacts et s'appelle MensaMag depuis 2021. Sa diffusion a lieu simultanément par courrier et par Internet. Mensa France a publié, de 2005 à 2012, un bulletin à diffusion tant interne qu'externe, appelé Mensans. En outre Mensa International décerne un Mensa Press Award annuel pour des travaux ayant eu pour thème l'intelligence.
Il faut y ajouter les revues « parallèles » de groupes d'intérêts spéciaux de Mensa (les GIS) et même celles de groupes se voulant dissidents, comme La dépêche d'M's ou PQ qui parut quelque temps en 1982-1983 en opposition avec la publication « officielle » qui se nommait alors Quipos.

### SIGHT
Mensa comporte une structure nommée Service for Information, Guidance and Hospitality to Travellers (SIGHT), en français : « Service d'Information, d'Orientation et d'Hospitalité aux Voyageurs ». Son but est de faciliter la mise en relation des Mensans de tous pays ou régions, et de permettre à ceux qui voyagent d'être accueillis chez d'autres Mensans.

### GIS
Les Groupements d'intérêts spécifiques (GIS, ou SIG selon la dénomination anglaise « Special Interest Groups ») associent les membres d'une Mensa nationale (ou de Mensa International) autour d'un centre d'intérêt commun. Il peut y avoir des GIS sur des sujets aussi divers que l'astronomie, la physique, la philosophie, les échecs ou le football.
Mensa possède des « groupes d’intérêt spécifique » ayant une portée sociale : par exemple le Bien-être durable pour tous.

### Activités des sections nationales

#### Scolarité et études
Plusieurs sections nationales ont des actions pour la défense des enfants surdoués et offrent aussi des bourses d'études.
Dès les années 1980, l'association Mensa France travaille sur la question des enfants surdoués. Elle a participé au rapport Delaubier destiné au ministre de l'Éducation nationale sur la scolarisation des élèves intellectuellement précoces daté de janvier 2002.
Un membre de Mensa France a participé au groupe de travail qui a abouti à l'élaboration d'un module d'accompagnement pédagogique sur la scolarisation des élèves intellectuellement précoces publié en septembre 2013.
Mensa Espagne, en 2013, a demandé au gouvernement de prendre des mesures afin de prévenir l'échec scolaire des enfants surdoués, qui est « paradoxalement » supérieur à la moyenne,. La présidente de Mensa Espagne et neuf membres ont été reçus en mai 2014 au palais de la Zarzuela, par la princesse Letizia des Asturies, où ils se sont réunis à huis clos afin de lui faire connaitre les besoins et les préoccupations des personnes surdouées de l’association.
Mensa USA décerne un prix annuel, le Mensa Distinguished Teacher Award, à un enseignant qui, quel que soit le niveau où il enseigne, a « une influence particulièrement positive sur l'éducation ou la vie d'un membre de Mensa. » Ce prix est attribué par la Mensa Foundation,. En 2013, c'est au Professeur John Otterstedt du New Jersey qu'il a été attribué pour son dévouement envers ses étudiants.
La branche américaine de l'association offre aussi des bourses d'études, pouvant atteindre un montant de 1 000 $ via la Fondation Mensa. Il en est ainsi par exemple dans l'État du Wyoming où en 2014, la sélection se fait par un concours où les étudiants doivent se présenter par un texte de 550 mots et dans la région du Redwood Empire.
Mensa Nouvelle-Zélande attribue aussi des bourses à certains de ses membres.
En Allemagne, à Fribourg-en-Brisgau les étudiants dotés d'un haut potentiel intellectuel sont exonérés de frais d'inscription à l'Université, s'ils prouvent que leur QI est supérieur à 130. Cette évaluation quant aux capacités linguistiques et de logique des candidats est réalisée par Mensa.
Mensa Inde organise des tests dans les écoles dont les élèves proviennent de milieux défavorisés afin de détecter les enfants à haut potentiel intellectuel. Ils sont, le cas échéant, orientés vers des établissements à la pointe de l'enseignement international où ils seront accompagnés par des tuteurs afin d'optimiser leurs chances de réussite.

#### Activités particulières à chaque pays

##### France
Mensa France a été créée en 1965.

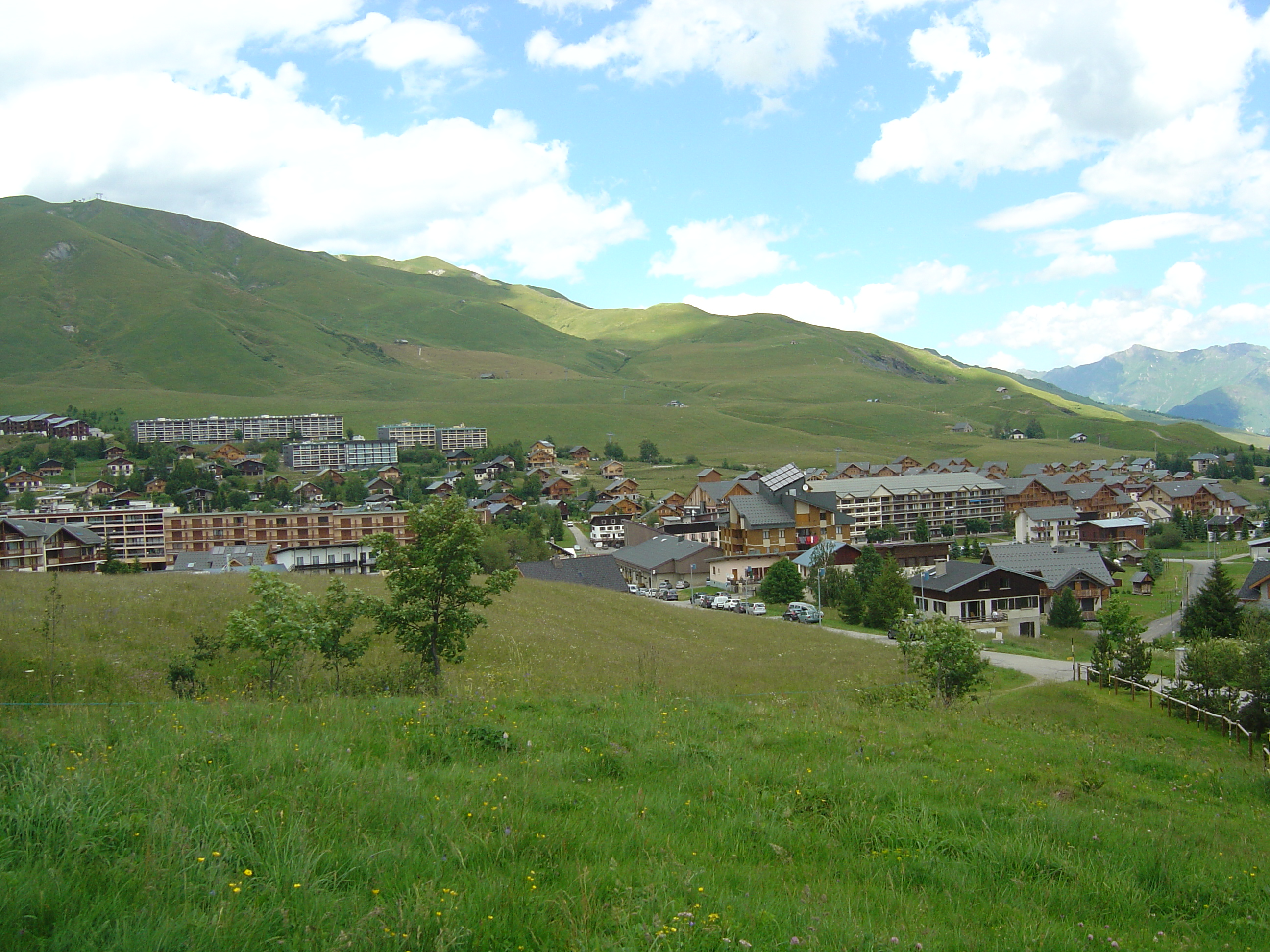
Station de La Toussuire, où Mensa France a réuni plus de 300 membres durant une semaine en 2014.

Comme toutes les sections de Mensa, Mensa France est un lieu de rencontre ou de discussion entre ses membres. Durant l'été 2014, elle a organisé une semaine de rassemblement dans la station de sports d'hiver La Toussuire qui a réuni plus de 300 membres. Les activités étaient organisées « dans une optique intergénérationnelle », avec des conférences faites par les membres, des jeux, du sport, une chorale... L'association explique que ce type de rassemblement permet à certains membres de « se sentir eux-mêmes » et peut représenter « un soulagement » car beaucoup de mensans peuvent souffrir de difficultés de communication avec la plupart des gens.
Dans la fin des années 1970, Mensa France a organisé un concours national d'intelligence afin de faire prendre conscience aux Français qu'« ils sont plus intelligents qu'ils ne croient ».
Mensa France organise régulièrement des cycles de conférences. En 2006, Bernard Werber et les frères Bogdanov en ont été les principaux invités. En 2011 et 2012, le thème choisi est le développement durable.
Mensa France a participé à une étude de l'université Pierre-Mendès-France de Grenoble visant à connaître l'état psychologique des surdoués âgés en 2003. Des membres de Mensa France de plus de 65 ans ont répondu à un questionnaire d'auto-évaluation de satisfaction de vie dénommé Neugarten. Leurs réponses ont été rapprochées de celles de seniors de l'Université du troisième âge de Toulouse participant à une autre étude. Il apparait in fine que « l'état de surdoué, au moins quand il est reconnu, loin d'être un facteur de fragilité, semble associé à une plus grande satisfaction de vie ».
En 2013, Mensa organise à Nantes « l'Intelligence Day ». Différents intervenants (psychologues, scientifiques, parents d'enfants surdoués, adultes à haut potentiel intellectuel) viennent exposer leurs expériences.
La chaine de télévision M6 a diffusé le jeudi 22 décembre 2016, en collaboration avec Mensa France, le premier épisode de Petits génies : un jeu documentaire, pour partir à la découverte des enfants intellectuellement précoces.

###### Présidents
Les élections du comité national ont lieu généralement tous les deux ans ; tous les membres à jour de cotisation sont appelés à voter, par correspondance.

##### États-Unis
La branche américaine de Mensa fut fondée le 30 septembre 1960 lors d'une réunion au domicile (situé à Brooklyn) du créateur, Peter A. Sturgeon, et de sa femme et, ils ont été rejoints par quatre autres membres.
En août 1960, Peter Sturgeon fut autorisé à créer un nouveau groupe régional dans la ville de New York et a ainsi reçu la liste des 22 membres américains. Ce fut le premier groupe à être autorisé, en dehors de la Grande-Bretagne, à pouvoir être reconnu et a depuis évolué en prenant le nom déposé de American Mensa, Ltd.
À partir de 1964, cette section atteignit 1 000 membres. À son quarantième anniversaire, Mensa États-Unis avait 47 000 membres et le quartier général fut changé de Brooklyn à Arlington (Texas).
En 1997, les quatre plus importantes sections de Mensa États-Unis sont celles de San Francisco, New York, Chicago et Washington, cette dernière comptant à cette époque plus de 1 400 membres. Le nombre de groupes locaux de Mensa par État est compris dans les données permettant de déterminer la qualité de vie dans une ville aux États-Unis. La ville de Chicago est ainsi classée au septième rang en 2014 des villes américaines « les plus intelligentes ». En 2014, Mensa États-Unis et le site de rencontres Match.com ont annoncé un partenariat visant à développer une branche du site pour les Mensans qui cherchent des relations amoureuses avec d'autres mensans,,.
L'association soutient financièrement la recherche sur le thème de l'intelligence, aide des bibliothèques à refaire leurs stocks et possède un programme d'aide aux enfants précoces.
Aux États-Unis, Mensa décerne chaque année un prix aux cinq meilleurs jeux de réflexion (voir Mensa Select Mind Games).
Une enfant âgée de 3 ans, originaire d’Arizona, est devenue le plus jeune membre de Mensa en février 2014. En 2021, Kashe Quest est accepté à 2 ans seulement. Un Américain de Californie membre de Mensa, qui a été l'un des plus jeunes membres de Mensa lorsqu'il avait quatre ans, a obtenu, en juin 2014, l’équivalent du baccalauréat à l’âge de 10 ans.

##### Canada
En 2014, un Canadien de la province de Saskatchewan, dénommé Dave Smith, reçoit deux prix de la fondation Education & Research. Il représente une haute autorité dans le domaine de la sécurité électrique. Ses travaux sont publiés dans 70 articles parmi cinq journaux d'audience nationale.

##### Finlande
À l’occasion de la Journée internationale des droits des femmes, le 8 mars 2014, Mensa Finlande organise, dans une dizaine de villes, des tests pour les femmes. Seulement un tiers des adhérents sont des femmes.

#### Livres
- Victor Serebriakoff, IQ: a Mensa analysis and history, 1965, éditions Hutchinson & Co, Londres, 192 pages,  (ISBN 978-0812830910)
- Victor Serebriakoff, Mensa: the society for the highly intelligent, 1985, éditions Constable, Londres, 317 pages,  (ISBN 978-0094660403)
- (en) Victor Serebriakoff (préf. Isaac Asimov), Mensa : The society for the highly intelligent, Stein and Day, 1er janvier 1986 (ISBN 978-0812830910)
- PB, Mensa recherche grosses têtes, Le Monde de l’Éducation dossier spécial « L’intelligence » de janvier 1998 no 255 page 47
- Anne Bacus, Mensa le livre des tests, 1998, éditions Marabout, Paris, 216 pages,  (ISBN 2-501-01755-2)
- Peter Kravanja et Alain van Kerckhoven, Mensa International Ltd, Un peu de l'âme de Mensa : l'histoire de Mensa Belgique-Luxembourg racontée par ses membres, 2002, éditions Mensa Be ASBL, Bruxelles, 99 pages
- Dave Chatten et Carolyn Skitt, Mensa High IQ: Lateral Thinking Logical Deduction, 2009, éditions Carlton Books, Londres, 256 pages,  (ISBN 978-1847324344)
- Isabelle Féron, Le QI de la bécasse, 2013, éditions Mensa France, Paris, 244 pages,  (ISBN 978-2-9546886-1-9)

#### Articles de presse
- Shana Alexander, The High IQ frat, Life, volume 55 no 7 du 16 août 1963, page 11 à 13
- Olivia Recasens et Christophe Labbe, Quarante questions pour savoir si l’on possède un QI exceptionnel, Le Monde du 19 septembre 1998 page 26
- L'Intelligence Day, Mensa officiellement créée à Monaco, Nice Matin du 6 janvier 1999
- Jérôme Béglé, Quand l’intelligence décoiffe, Paris Match du 4 avril 2002 page 87 à 89
- Michaela Bobasch, Les surdoués seraient des retraités plus heureux, Le Monde du 24 janvier 2004
- Natacha Czerwinski, Mensa, les grands esprits s’y rencontrent, L’Express du 14 décembre 2011 no 3454 page 102 à 104
- Elodie Emery, Mensa : bienvenue chez les Surdoués Anonymes, Marianne du 7 au 13 avril 2012 page 72
- Anonyme, Clubs (très) fermés pour QI très élevés, Le Monde de l'Intelligence, no 26 août-septembre 2012 page 52 à 57
- Marion Cocquet, Le club des 2%, Le Point du 12 septembre 2019 no 2454 pages 70 et 71